# Мужская сборная Кении по баскетболу 3×3
Мужская сборная Кении по баскетболу 3×3 представляет Кению на международных соревнованиях по баскетболу 3×3. Управляющим органом является Федерация баскетбола Кении (англ. Kenya Basketball Association, KBF).
По состоянию на 18 сентября 2024, мужская сборная Кении по баскетболу 3×3 занимает 63-е место в мировом рейтинге ФИБА мужских сборных по баскетболу 3×3.

## Результаты выступлений
| Турнир           | Золото | Серебро | Бронза | Всего |
| ---------------- | ------ | ------- | ------ | ----- |
| Чемпионат Африки | —      | —       | —      | '—    |
| Африканские игры | —      | —       | —      | '—    |
| Игры Содружества | —      | —       | —      | —     |
| Итого            | —      | —       | —      | —     |

### Чемпионат Африки
| Год          | Место          | Игры           | Победы         | Поражения      | Состав команды                                                                                  |
| ------------ | -------------- | -------------- | -------------- | -------------- | ----------------------------------------------------------------------------------------------- |
| 2017—2018    | не участвовали | не участвовали | не участвовали | не участвовали | не участвовали                                                                                  |
| Кампала 2019 | 6              | 3              | 1              | 2              | Ronald Gombe, Ariel Koranga, Martin Ouma, Kennedy Wachira                                       |
| Каир 2022    | 8              | 3              | 0              | 3              | состав команды в источнике не указан                                                            |
| Каир 2023    | 6              | 5              | 2              | 3              | Faheem Ng'ang'a Juma, Victor Onyango Ochieng, Albert Einstein Onyango Odero, Ariel Chris Ortega |

### Африканские игры
| Год        | Место | Игры | Победы | Поражения | Состав команды                                                          |
| ---------- | ----- | ---- | ------ | --------- | ----------------------------------------------------------------------- |
| Рабат 2019 | 9     | 4    | 0      | 4         | Salim Kisilu, Fidel Okoth, George Darril Omondi, Martin Ouma            |
| Аккра 2023 | 9     | 3    | 2      | 1         | Rodney Sande Olang', Denis Koja, Elisha Ojwang, Jason Chukwuemeka Nwodo |

### Игры Содружества
| Год            | Место | Игры | Победы | Поражения | Состав команды                                          |
| -------------- | ----- | ---- | ------ | --------- | ------------------------------------------------------- |
| Бирмингем 2022 | 5     | 4    | 1      | 3         | Faheem Juma, George Omondi, Larry Shavanga, John Wijass |